# АТП куп
АТП куп (енгл. ATP Cup) био је међународни тениски турнир на отвореном. Играо се на тврдој подлози од 2020. до 2022. а организовала га је Асоцијација тениских професионалаца (АТП). Сви турнири играни су у Аустралији. На првом турниру учествовало је 24, на другом 12 и на трећем 16 репрезентација. Први првак такмичења била је репрезентација Србије, други репрезентација Русије и трећи репрезентација Канаде.
АТП куп је било прво екипно такмичење АТП после Светског екипног првенства, који је одржаван у Диселдорфу од 1978. до 2012.

## Историја
Директор АТП-а Крис Кермод је 2. јула 2018. објавио да планира да организује мушки екипни тениски турнир. Објава је уследила након што је Дејвис куп променио формат такмичења. Најављени турнир је у време саопштења био познат под именом Светско екипно првенство што је било и име турнира у Диселдорфу од 1978. до 2012. Четири месеца касније, 15. новембра, АТП је заједно са Аустралијским тениским савезом објавио да је назив турнира промењен у АТП куп. Најављено је да ће учествовати 24 репрезентације и да ће се играти у три аустралијска града, као припрема за предстојећи турнир Отворено првенство Аустралије. Касније је одређено да та три града домаћина буду Сиднеј, Бризбејн и Перт. Хопман куп, који се тридесет година одржавао у Перту, јесте укинут.
На првом АТП купу Бризбејн и Перт су били домаћини мечева групне фазе док је Сиднеј био домаћин од четвртфиналних мечева до финала. Друго издање такмичења из 2021. било је најпре одложено а потом је померено и место одигравања истог. Одлучено је да ће се турнир одиграти у Мелбурну. Број учесника је смањен на дванаест. До ових одлука је дошло због тога што је аустралијска влада увела разне мере ограничења услед последица пандемије ковида 19 у тој земљи. Мере су биле на снази и 2022. када је такмичење одржано у Сиднеју а број учесника је износио шеснаест.
Као последица инвазије Русије на Украјину 2022, Међународна тениска федерација (ИТФ) забранила је репрезентацијама Русије и Белорусија учешће на такмичењу.
Дана 7. августа 2022. Тениски савез Аустралије саопштио је да се АТП куп више неће одржавати као и да ће га заменити ново такмичење — Јунајтед куп, од 2023.

## Финала
| Година | Првак  | Финалиста | Резултат |
| ------ | ------ | --------- | -------- |
| 2020.  | Србија | Шпанија   | 2 : 1    |
| 2021.  | Русија | Италија   | 2 : 0    |
| 2022.  | Канада | Шпанија   | 2 : 0    |

## Резултати
| Држава           | 2020. | 2020. | 2021. | 2021. | 2022. | 2022. | Збирно  | Збирно | Збирно |
| Држава           | Круг  | П : И | Круг  | П : И | Круг  | П : И | Наступа | П : И  |        |
| ---------------- | ----- | ----- | ----- | ----- | ----- | ----- | ------- | ------ | ------ |
| Аргентина        | ЧФ    | 2 : 2 | ГФ    | 1 : 1 | ГФ    | 2 : 1 | 3       | 5 : 4  |        |
| Аустралија       | ПФ    | 4 : 1 | ГФ    | 1 : 1 | ГФ    | 2 : 1 | 3       | 7 : 3  |        |
| Аустрија         | ГФ    | 1 : 2 | ГФ    | 0 : 2 | –     | –     | 2       | 1 : 4  |        |
| Белгија          | ЧФ    | 2 : 2 | –     | –     | –     | –     | 1       | 2 : 2  |        |
| Бугарска         | ГФ    | 2 : 1 | –     | –     | –     | –     | 1       | 2 : 1  |        |
| Канада           | ЧФ    | 2 : 2 | ГФ    | 0 : 2 | П     | 4 : 1 | 3       | 6 : 5  |        |
| Чиле             | ГФ    | 0 : 3 | –     | –     | ГФ    | 2 : 1 | 2       | 2 : 4  |        |
| Хрватска         | ГФ    | 2 : 1 | –     | –     | –     | –     | 1       | 2 : 1  |        |
| Француска        | ГФ    | 1 : 2 | ГФ    | 1 : 1 | ГФ    | 0 : 3 | 3       | 2 : 6  |        |
| Грузија          | ГФ    | 1 : 2 | –     | –     | ГФ    | 0 : 3 | 2       | 1 : 5  |        |
| Немачка          | ГФ    | 1 : 2 | ПФ    | 2 : 1 | ГФ    | 1 : 2 | 3       | 4 : 5  |        |
| Велика Британија | ЧФ    | 2 : 2 | –     | –     | ГФ    | 2 : 1 | 2       | 4 : 3  |        |
| Грчка            | ГФ    | 0 : 3 | ГФ    | 1 : 1 | ГФ    | 1 : 2 | 3       | 2 : 6  |        |
| Италија          | ГФ    | 2 : 1 | Ф     | 3 : 1 | ГФ    | 1 : 2 | 3       | 6 : 4  |        |
| Јапан            | ГФ    | 2 : 1 | ГФ    | 0 : 2 | –     | –     | 2       | 2 : 3  |        |
| Молдавија        | ГФ    | 0 : 3 | –     | –     | –     | –     | 1       | 0 : 3  |        |
| Норвешка         | ГФ    | 1 : 2 | –     | –     | ГФ    | 0 : 3 | 2       | 1 : 5  |        |
| Пољска           | ГФ    | 1 : 2 | –     | –     | ПФ    | 3 : 1 | 2       | 4 : 3  |        |
| Русија           | ПФ    | 4 : 1 | П     | 4 : 0 | ПФ    | 3 : 1 | 3       | 11 : 2 |        |
| Србија           | П     | 6 : 0 | ГФ    | 1 : 1 | ГФ    | 1 : 2 | 3       | 8 : 3  |        |
| Јужна Африка     | ГФ    | 2 : 1 | –     | –     | –     | –     | 1       | 2 : 1  |        |
| Шпанија          | Ф     | 5 : 1 | ПФ    | 1 : 2 | Ф     | 4 : 1 | 3       | 10 : 4 |        |
| Сједињене Државе | ГФ    | 0 : 3 | –     | –     | ГФ    | 1 : 2 | 2       | 1 : 5  |        |
| Уругвај          | ГФ    | 0 : 3 | –     | –     | –     | –     | 1       | 0 : 3  |        |

## Систем бодовања
Доленаведени систем бодовања важио је за АТП куп 2020.
| Тип      | Ранг играча | Рунда        | Бодови по победи у односу на ранг противника | Бодови по победи у односу на ранг противника | Бодови по победи у односу на ранг противника | Бодови по победи у односу на ранг противника | Бодови по победи у односу на ранг противника |
| Тип      | Ранг играча | Рунда        | Бр. 1–10                                     | Бр. 11–25                                    | Бр. 26–50                                    | Бр. 51–100                                   | Бр. 101+                                     |
| -------- | ----------- | ------------ | -------------------------------------------- | -------------------------------------------- | -------------------------------------------- | -------------------------------------------- | -------------------------------------------- |
| Синглови | Бр. 1–300   | Финале       | 250                                          | 200                                          | 150                                          | 75                                           | 50                                           |
| Синглови | Бр. 1–300   | Полуфинале   | 180                                          | 140                                          | 105                                          | 50                                           | 35                                           |
| Синглови | Бр. 1–300   | Четвртфинала | 120                                          | 100                                          | 75                                           | 35                                           | 25                                           |
| Синглови | Бр. 1–300   | Групна фаза  | 75                                           | 65                                           | 50                                           | 25                                           | 20                                           |
| Синглови | Бр. 301+    | Финале       | 85                                           | 85                                           | 85                                           | 85                                           | 55                                           |
| Синглови | Бр. 301+    | Полуфинале   | 55                                           | 55                                           | 55                                           | 55                                           | 35                                           |
| Синглови | Бр. 301+    | Четвртфинала | 35                                           | 35                                           | 35                                           | 35                                           | 25                                           |
| Синглови | Бр. 301+    | Групна фаза  | 25                                           | 25                                           | 25                                           | 25                                           | 15                                           |
| Дублови  | Било који   | Финале       | 80                                           | 80                                           | 80                                           | 80                                           | 80                                           |
| Дублови  | Било који   | Полуфинале   | 75                                           | 75                                           | 75                                           | 75                                           | 75                                           |
| Дублови  | Било који   | Четвртфинала | 55                                           | 55                                           | 55                                           | 55                                           | 55                                           |
| Дублови  | Било који   | Групна фаза  | 40                                           | 40                                           | 40                                           | 40                                           | 40                                           |

- Максимално 750 бодова за непораженог појединачног играча, 250 бодова за дублове.[13]